# 신중호
신중호(愼重扈, 1972년 2월 25일~)는 대한민국의 기업인이다. LY 주식회사의 최고 제품 책임자를 맡고 있다.

## 경력
- 2007년~2008년: NHN 이사
- 2008년~2011년: NHN japan 이사
- 2012년~2019년: 라인주식회사 이사
- 2013년~2021년: 라인플러스 대표
- 2019년~2023년: 라인주식회사 공동대표